# Il tigre
Il tigre è un film commedia italiano del 1967 diretto da Dino Risi.
Il film vinse due David di Donatello nel 1967.

## Trama
Un quarantacinquenne dirigente di una importante industria, uomo di successo, perde la testa per una bellissima ragazza ventenne compagna di scuola di suo figlio, mettendo a repentaglio la famiglia e la carriera professionale.
Alla fine, dopo un tentativo di lasciare la moglie per recarsi a Parigi con la ragazza, decide di tornare a casa, coi familiari che fingono di non sapere niente dei suoi propositi.

## Produzione
L'interpretazione del personaggio di Carolina venne inizialmente proposta a Catherine Spaak, la quale rifiutò per la paura di cristallizzarsi in un personaggio continuamente richiestole; in seguito si pensò anche a Mia Farrow. La parte venne assegnata ad Ann-Margret, che con questo film iniziò una permanenza in Italia fino al 1969.
L'aiuto regista fu Renzo Genta.
L'auto del protagonista (Gassman) è una Ferrari 400 Superamerica di seconda serie, talvolta illustrata anche su alcune locandine.

### Luoghi delle riprese
Il film venne girato in prevalenza a Roma; alcune riprese si svolsero a Pomezia, a Cortina d'Ampezzo e nella spiaggia di Castel Porziano.

## Colonna sonora
- Se batte forte, cantata da I Rollini
- La parte del leone, cantata da I Rollini

## Censura
La commissione di revisione cinematografica impose il taglio di diverse sequenze:
- La sequenza in cui Francesco si allaccia la cravatta mentre la madre di Carolina giace sul letto;
- La scena delle prostitute;
- La battuta di Luca "quella lì è una tipa che va a letto con tutti e senza pensarci due volte";
- Due inquadrature di Carolina che fa la doccia di spalle vista dalla prospettiva di Francesco e la sequenza, poco dopo, dove i due si abbracciano sotto il getto dell'acqua;
- La scena del sogno in cui Francesco, Carolina ed Esperia danzano in giardino all'annuncio del fidanzamento dei primi due.
- La sequenza finale della stazione, della scena in cui si vede Carolina che, scesa dal treno, si allontana con le valigie verso l'uscita;
- Inserita una nuova versione dell'intera scena finale a tavola.

Ad esclusione della prima sequenza e dei fotogrammi dell'abbraccio nella doccia, tutti i tagli sono stati in seguito reinseriti nelle edizioni home video. Nella battuta di Luca è rimasta ammutolita la parola "letto".

## Critica
(La Stampa)

## Riconoscimenti
- 1967 - David di Donatello
  - Miglior produttore a Mario Cecchi Gori
  - Miglior attore protagonista a Vittorio Gassman